# Nati nel 1289
| Questa pagina contiene informazioni ricavate automaticamente dalle voci biografiche con l'ausilio del template Bio e di un bot. L'aggiornamento è periodico e automatico e ricostruisce completamente la pagina. Se manca una persona in questa lista, sei pregato di non aggiungerla, ma accertati piuttosto che la sua voce biografica contenga il template Bio e che i dati anagrafici siano correttamente compilati. Se il template Bio manca, inseriscilo tu stesso o, in alternativa, metti l'avviso {{tmp\|Bio}} che ne segnala la mancanza. Se i dati riportati sono sbagliati, correggi direttamente la voce biografica; le modifiche saranno visibili in questa lista entro pochi giorni. Per chiarimenti vedi il progetto biografie. La lista contiene solo le 8 persone che sono citate nell'enciclopedia e per le quali è stato implementato correttamente il template Bio. Pagina aggiornata al 10 ago 2025. |

- 4 ottobre - Luigi X di Francia, re († 1316)
- 6 ottobre - Venceslao III di Boemia, re († 1306)
- Abu al-Rabi' Sulayman, sultano berbero († 1310)
- Alice Comyn, nobile scozzese († 1349)
- Duncan IV conte di Fife, nobile scozzese († 1353)
- Eleonora d'Angiò, principessa
- Elisabetta de Burgh, regina scozzese († 1327)
- Federico I d'Asburgo, nobile († 1330)